# Ahdinsaari
Ahdinsaari är en ö i Finland. Den ligger i sjön Suonojärvi och i kommunen Vesilax i den ekonomiska regionen Tammerfors och landskapet Birkaland, i den södra delen av landet, 150 km nordväst om huvudstaden Helsingfors. Öns area är 4,3 hektar och dess största längd är 340 meter i öst-västlig riktning.